# 杉戸町内巡回バス
杉戸町内巡回バス（すぎとちょうないじゅんかいバス）は、埼玉県北葛飾郡杉戸町のコミュニティバス。名称は「あいあい号」。運行は、細井自動車および朝日自動車が受託している。

## 歴史
- 1994年10月 - 無料の巡回バスとして運行開始[1]。西コース（月・木曜運行）、東コース（火・金曜運行）。各1日5便。
- 1997年7月 - コース改正[1]。西・東の2コース。火～金、第2・3土曜日運行。各1日5便。
- 2001年4月 - コース改正[1]。北・南の2コース。火～金、第2・4土曜日運行。各1日5便。
- 2007年4月 - 改正。火～土曜日運行[2]。
- 2008年4月 - 有料化（一般1乗車100円）[3]。
- 2012年5月 - コース変更[1]。1日4便に減便。
- 2017年4月 - 改正[1]。月～金曜日運行。1日5便。
- 2020年4月 - 改正[4]。西・東・南の3コース。月～金曜日運行。西・南コースは1日6便、東コースは1日5便。運賃改定（一般1乗車200円）。東コースは新たに朝日自動車が受託。
- 2025年4月 - 改正。西コースと南コースを統合し「西・南コース」を新設。一部停留所を新設・廃止・移設[5]。

## 路線

### 現行路線（2025年4月から）
- 月曜～金曜運行。祝日・年末年始（12月29日から1月3日）は運休。
- 西・南コース、東コースの2コース[6]。
- 西・南コースは1日8便（右回り4便・左回り4便）、東コースは1日5便（右回り3便・左回り2便） [6]。
- 運行受託は西・南コースが細井自動車、東コースが朝日自動車。

#### 西・南コース
- 役場 - ココティすぎと - 高野団地 - 杉戸高野台駅西口 - 東埼玉総合病院 - カルスタすぎと - 雅楽の湯入口 - すぎとピア - 役場 - 太平ショッピングプラザ入口 - カスミ杉戸店入口 - すぎと幼稚園・すぎと保育園前 - アグリパークゆめすぎと - 才羽・内谷集会所前 - 埼玉杉戸診療所前 - 本郷会館前 - すぎとピア - 役場
  - →方向が右回り、←方向が左回り。

#### 東コース
- エコ・スポいずみ - 木野川会館前 - 深輪産業団地地区センター - アグリパークゆめすぎと - カスミ杉戸店入口 - すぎとピア - 役場 - ココティすぎと - 太平ショッピングプラザ入口 - 雅楽の湯入口 - カルスタすぎと - 東埼玉総合病院 - ベニーレーン前 - 屏風フットサルパーク前 - エコ・スポいずみ - 木野川会館前 - 深輪産業団地地区センター
  - →方向が右回り、←方向が左回り。

### 過去の路線（2020年4月から2025年3月まで）
- 月曜～金曜運行。祝日・年末年始（12月29日から1月3日）は運休。
- 西コース、南コース、東コースの3コース[7]。
- 西・南コースは1日6便、東コースは1日5便[8]。
- 運行受託は西・南コースが細井自動車、東コースが朝日自動車。

#### 西コース
- 役場 - 高野団地 - 杉戸高野台駅西口 - 東埼玉総合病院 - カルスタすぎと - フレッシュタウン - カスミ杉戸店入口 - すぎとピア - 役場

#### 南コース
- 役場 - すぎとピア - 本郷会館前 - 埼玉杉戸診療所前 - 才羽・内谷集会所前 - 才羽・上之島集会所前 - アグリパークゆめすぎと - ベニーレーン前 - 東埼玉総合病院 - カルスタすぎと - 雅楽の湯入口 - カスミ杉戸店入口 - 太平ショッピングモール入口 - 役場

#### 東コース
- エコ・スポいずみ - 木野川会館前 - 深輪産業団地地区センター - アグリパークゆめすぎと - カスミ杉戸店入口 - すぎとピア - 役場 - 太平ショッピングモール入口 - 雅楽の湯入口 - カルスタすぎと - 東埼玉総合病院 - ベニーレーン前 - 屏風フットサルパーク前 - エコ・スポいずみ - 木野川会館前 - 深輪産業団地地区センター

### 過去の路線（2008年4月から2012年4月まで）
- 火曜～土曜運行（但し祝日・年末年始は運休）。
- 運行は細井自動車。

北コース
- すぎとピア - 役場 - 高野団地 - 高野台駅西口 - 生涯学習センター - 二本松 - 屏風 - 深輪地区センター - 才羽・上之島集会所 - アグリパークゆめすぎと - 役場 - すぎとピア

（→方向が右回り、←方向が左回り）
南コース
- すぎとピア - 役場 -  生涯学習センター - 倉松集会所前 - 杉山対軒遭難の碑前 - 屏風 - 深輪地区センター - 才羽・内谷集会所 - アグリパークゆめすぎと - 本郷会館 - 役場 - すぎとピア

（→方向が右回り、←方向が左回り）

## 運賃

### 現行運賃（2020年4月1日から）
- 一般利用者 200円[8]
- 未就学児 無料[8]
- 以下に該当する場合 100円[8]

1. 小学生
2. 障害者手帳所持者（障害者手帳の提示が必要。手帳に加えて町役場発行の特別乗車証[9]を提示した場合、無料）
3. 要介護者・要支援者・事業認定者（認定文言の入った被保険者証の提示が必要）
4. 2.3.の同伴介助者１名
5. 運転経歴証明書所持者
6. パパ・ママ応援ショップ優待カード所持者

- 東コース（朝日自動車受託）は交通系ICカードが利用可能。

### 過去の運賃
- 2008年4月1日から2020年3月31日までの運賃[3]
  - 1回利用につき100円。未就学児および障害者手帳・療育手帳・精神障害者保健福祉手帳所持者、同伴の介護者1名は無料。

- 1994年の運行開始から2008年3月までは無料だった[1]。

## 車両
- 西・南コースはトヨタ・ハイエースで運行。2020年5月11日より導入[10]。
  - 2020年4月1日の改正運行時に新車導入の予定であったが、新型コロナウイルス感染拡大の関係で納車が間に合わず、その間従来車で運行していた[11]。旧型車は車いす用リフト付きのマイクロバスで、西コースが青色、南コースがオレンジ色[2]。
- 東コースは日野・ポンチョで運行。